# Peace Mutuuzo
Peace Regis Mutuuzo là một Uganda chính trị gia. Bà là Bộ trưởng Bộ Nhà nước về Giới và Văn hóa trong Nội các Uganda. Bà được bổ nhiệm vào vị trí đó vào ngày 6 tháng 6 năm 2016.

## Bối cảnh và giáo dục
Mutuuzo sinh vào ngày 2 tháng 5 năm 1975, tại tiểu quận Rwimi, quận Bunyangabu, thuộc quận Kabarole, thuộc khu vực phía Tây của Uganda. Kể từ đó, quận Bunyangabu được chuyển đổi thành quận Bunyangabu. Bà học tại trường tiểu học St. Peter và Paul, trường trung học Katikamu SDA và tại trường trung học Mpanga ở Fort Portal. Mutuuzo đứng đầu lớp khi học ở Mpanga.
Mutuuzo theo học trường Cao đẳng Sư phạm Quốc gia Kakoba (NTCK), hiện là thành viên của Đại học Giám mục Stuart ở Mbarara, tốt nghiệp Văn bằng Giáo dục Trung học. Bà từng là chủ tịch của hội học sinh tại NTCK.
Sau đó, Mutuuzo gia nhập Đại học Makerere, trường đại học công lập lâu đời nhất ở Uganda, tốt nghiệp Cử nhân Khoa học Môi trường. Bà có bằng Thạc sĩ Quản trị và Quản lý Công tại Học viện Quản lý Uganda tại Kampala.

## Sự nghiệp
Trước khi tham gia chính trị tích cực, bà đã làm việc với công ty Give and Take thuộc sở hữu của John Sanyu Katuramu (đang thụ án tù chung thân ở nhà tù Luzira) và sau đó tại Văn phòng Tổng thống, với tư cách là Thư ký riêng cho Tổng thống của Uganda. Năm 2016, Mutuuzo dự thi vào vị trí Đại diện phụ nữ cho quận Kabarole, nhưng bị đánh bại trong cuộc bầu cử sơ bộ của đảng chính trị Phong trào Kháng chiến Quốc gia. Vào ngày 6 tháng 6 năm 2016, Mutuuzo được bổ nhiệm làm Bộ trưởng Bộ Giới và Văn hóa.
Một trong những nhiệm vụ đầu tiên bà bắt tay vào làm khi đương chức bộ trưởng là vấn đề bạo lực tình dục. Một mục khác trong chương trình nghị sự của bà là kế hoạch tái phát triển, mở rộng và cải tạo Nhà hát Quốc gia, được xây dựng vào năm 1959 và hiện tại quá nhỏ để có thể chứa được lượng khán giả lớn.